# SHIGET TOGETHER
SHIGET TOGETHER（シゲットトゥギャザー）は、山梨県甲府市に本社を置く、FM FUJIのラジオ番組。2005年4月にスタートした番組である。2008年3月30日放送終了。

## パーソナリティー
加藤成亮（NEWS）

## 放送時間
毎週日曜日23:00～23:30

## 番組内コーナー
- 今日は何の日？

（番組放送日、過去その日に何があったのかクイズ形式で言っていく）
- Shige's recommend

（加藤成亮のおすすめの音楽を紹介する）
- 空き時間にいかが？

（番組に届いた空き時間に簡単に出来るなぞなぞや心理テストを紹介する）